# あさひが丘の大統領
『あさひが丘の大統領』（あさひがおかのだいとうりょう）は、日本テレビ系で放送されたテレビドラマ。
放送日時は水曜日20:00から20:54。1979年10月17日から1980年9月17日まで全36回にわたって放送された。前番組である『ゆうひが丘の総理大臣』の姉妹編という位置づけで、同作で教師役・生徒役だった多くの俳優も役柄を変えて続投している。

## 出演者

### 教員
- 大西元（ハンソク）…宮内淳
- 今井涼子（タックル）…片平なぎさ
- 野口英雄（シー）…秋野太作（第27話まで）
- 小寺昌彦…谷隼人（放送期間中に「岩谷隆広」へ改名[注釈 1]）
- 今井しのぶ…金沢碧
- 太田秀鶴（ハゲツル）…由利徹
- 小関もも子（リターン）…樹木希林
- 竹内弥三郎（教頭）…高城淳一
- 高岩巌（校長）…宍戸錠

### 生徒
- 水野蕃…井上純一
- 西脇耕治…岡村清太郎
- 山下三吉…長谷川諭
- 蟹江吾郎…大村波彦
- 長尾あき子…藤谷美和子
- 白石こずえ…北村優子
- 森下マリ…上田美恵
- 横田千晶…久我直子
- 星野知子…壇まゆみ（第17話から）
- 二宮…田中浩二
- 松野…星野浩司
- 内田…小野沢淳
- 川上…滝沢誠

### その他
- 横井兵衛（ガードマン）…名古屋章
- 滑川星紀（ガードマン）…横谷雄二
- 倉橋ひろみ（寮の管理人）…結城美栄子
- 大西里枝（大西元の母）…藤間紫

### ゲスト
- 長尾あき子の父…柳生博（第5話）
- 小寺昌彦の母…高杉早苗（第15話）
- 刑事…木之元亮（第24話）

## スタッフ
- 企画：岡田晋吉
- プロデューサー：中村良男、荒木功
- 音楽：木森敏之
- 選曲：山川繁
- 協力：東洋現像所、高津装飾、東京衣裳、にっかつスタジオセンター、東洋音響
- 撮影協力：拓殖大学
- 製作：ユニオン映画

## 楽曲
主題歌
「新しい空」
作詞：山川啓介 / 作曲：吉田拓郎 / 編曲：木森敏之 / 歌：小出正則
第1 - 36話のオープニングおよび第1 - 19, 22 - 24, 27 - 36話のエンディングとして使用。
挿入歌
「星空」（第6話）
作詞：山川啓介 / 作曲：吉田拓郎 / 編曲：木森敏之 / 歌：小出正則
「青春の旗をふれ」（第20, 21, 25, 26話）
作詞：橋本淳 / 作曲・編曲：木森敏之 / 歌：宮内淳
第21, 25, 26話はエンディングとして使用。
「俺とおまえと」（第20, 29, 32話）
作詞：橋本淳 / 作曲・編曲：木森敏之 / 歌：宮内淳
第20話はエンディングとして使用。
「野あざみの君に」（第25話）
作詞・作曲：小椋佳 / 編曲：木森敏之 / 歌：井上純一

## 放送日程
| 話 | 放送日          | サブタイトル                    | 脚本     | 監督       | ゲスト                                                                               |
| -- | --------------- | ------------------------------- | -------- | ---------- | ------------------------------------------------------------------------------------ |
| 1  | 1979年 10月17日 | ハンソク先生とタックル女教師!!  | 鎌田敏夫 | 土屋統吾郎 | 佐々木紀子、鴨下友子                                                                 |
| 2  | 10月24日        | あんなバカな先生はクビだ!       | 畑嶺明   | 土屋統吾郎 |                                                                                      |
| 3  | 10月31日        | これがオレたちの旗だ!           | 大原豊   | 馬越彦弥   | 松崎真、小林アトム、 中瀬博文、藤荒益二                                              |
| 4  | 11月7日         | こんな学校やめてやる!           | 奥村俊雄 | 馬越彦弥   |                                                                                      |
| 5  | 11月14日        | オレはおまえの親父じゃない!!    | 畑嶺明   | 佐藤重直   | 柳生博、清水幹生、 山村裕                                                            |
| 6  | 11月21日        | 保健室のベッドで何があったか!?  | 鎌田敏夫 | 土屋統吾郎 | 灰地順、岡田和子、 家内達美、片野幸子                                                |
| 7  | 11月28日        | 落ちこぼれ生徒の灼熱の恋!       | 大原豊   | 土屋統吾郎 |                                                                                      |
| 8  | 12月5日         | 男の汗は涙の味だ!               | 柏原寛司 | 馬越彦弥   |                                                                                      |
| 9  | 12月12日        | 女教師の結婚問題!               | 畑嶺明   | 馬越彦弥   | 永井秀和、七瀬久美                                                                   |
| 10 | 12月19日        | オレと一緒に駈落ちしよう!!      | 鎌田敏夫 | 佐藤重直   |                                                                                      |
| 11 | 12月26日        | オレは恋する男が好きだ!         | 大原豊   | 馬越彦弥   |                                                                                      |
| 12 | 1980年 1月9日   | これが男の優しさだ!!            | 奥村俊雄 | 馬越彦弥   | 蜷川有紀、山岡健、 大石高裕                                                          |
| 13 | 1月16日         | 水野君がガリ勉になった!         | 畑嶺明   | 佐藤重直   | 清水昭博                                                                             |
| 14 | 1月23日         | あいつだって淋しいんだよ!!      | 鎌田敏夫 | 土屋統吾郎 | 松下達夫、相原巨典、 高野浩幸、勝田久                                                |
| 15 | 1月30日         | 母親って何ですか?               | 大原豊   | 土屋統吾郎 | 高杉早苗                                                                             |
| 16 | 2月6日          | 勉強とはなんだ!                 | 奥村俊雄 | 斎藤光正   | 横山道代、飯塚浩司                                                                   |
| 17 | 2月13日         | ただ君に一眼逢いたい!           | 鎌田敏夫 | 斎藤光正   | 松原秀樹                                                                             |
| 18 | 2月20日         | 青春って何ですか?               | 畑嶺明   | 馬越彦弥   | 溝口順子、吉岡ひとみ、 佐藤一彦                                                      |
| 19 | 2月27日         | 教師の彼女と女生徒の彼氏!?      | 大原豊   | 馬越彦弥   | 水原ゆう紀、湯沢紀保、 山口真司                                                      |
| 20 | 3月5日          | ありがとうハンソク先生!         | 畑嶺明   | 土屋統吾郎 | 北浦昭義、三浦弘、 小林あとむ                                                        |
| 21 | 3月12日         | 青春の旗をふれ!                 | 大原豊   | 土屋統吾郎 | 御木本伸介                                                                           |
| 22 | 3月19日         | キスの味ってどんな味?           | 奥村俊雄 | 佐藤重直   | 柳川慶子                                                                             |
| 23 | 3月26日         | 私たち結婚します!               | 畑嶺明   | 馬越彦弥   | 柳川慶子、富田浩太郎、 大山いづみ                                                    |
| 24 | 4月16日         | オレはカッコイイ刑事になりたい! | 大原豊   | 馬越彦弥   | 木之元亮、今福正雄、 はな太郎                                                        |
| 25 | 4月30日         | 愛するって何ですか?             | 大原豊   | 土屋統吾郎 | 城所英夫、白石まるみ、 山口真由美                                                    |
| 26 | 5月21日         | 生徒の親の再婚問題!             | 奥村俊雄 | 土屋統吾郎 | 星野晶子、一ノ瀬康子、 竹田美香、小海とよ子、 広松肇                                 |
| 27 | 6月4日          | 先生が去っていった日            | 鎌田敏夫 | 佐藤重直   | 松原秀樹                                                                             |
| 28 | 6月18日         | おもいでの日本海!               | 畑嶺明   | 馬越彦弥   | 近藤宏、轟譲司、 原ひさ子、板倉加代子、 矢野泰子、岡田和子                           |
| 29 | 7月9日          | 大山－愛の叫び!                 | 大原豊   | 馬越彦弥   | 堀内正美、三宅邦子                                                                   |
| 30 | 7月23日         | 初恋よ、こんにちは!             | 奥村俊雄 | 斎藤光正   | 倉富勝士、大矢兼臣、 山川佳代子、本山可久子、 林秀樹、 BIBI （早坂あきよ、小西直子） |
| 31 | 7月30日         | 男のロマンが夕陽に燃える!       | 柏原寛司 | 斎藤光正   | 石橋俊二、平野稔、 広森信吾                                                          |
| 32 | 8月6日          | 夏休みメチャクチャ騒動記!       | 大原豊   | 土屋統吾郎 |                                                                                      |
| 33 | 8月20日         | お姉ちゃんサヨウナラ!           | 畑嶺明   | 土屋統吾郎 | 黒沢のり子、加瀬悦孝、 沢竜二                                                        |
| 34 | 8月27日         | 先生、私ってバカですか!?        | 奥村俊雄 | 佐藤重直   |                                                                                      |
| 35 | 9月3日          | タックルがハンソクに恋してる!?  | 大原豊   | 馬越彦弥   |                                                                                      |
| 36 | 9月17日         | 別れるまえに抱きしめたい!!      | 鎌田敏夫 | 馬越彦弥   | 松浪志保                                                                             |

## レコード
シングル
- 「新しい空／星空」 小出正則（1979年11月、フォーライフ・レコード FLS-1059）- オリコンチャート最高83位[1]
- 「青春の旗をふれ／俺とおまえと」 宮内淳（1980年3月、キングレコード GK-388）
- 「野あざみの君に／オン・ザ・ストリート」 井上純一（1980年5月、日本コロムビア AK-648）

アルバム
- 「あさひが丘の大統領」（1979年11月、フォーライフ・レコード FLL-5036）

## DVD
- DVD-BOX1（2003年8月22日、日本クラウン、5枚組）
- DVD-BOX2（2003年10月24日、日本クラウン、4枚組）
- DVD-BOX（2014年3月19日、ビクターエンターテインメント、9枚組）